# Raondo
Raondo (o Rahondo, Errondo, Erraondo y Errondoa) es un despoblado situado en la localidad de Unciti, en la Merindad de Sangüesa, partido judicial de Aoiz, formó parte del término municipal del Valle de Unciti según los libros de registros de la Cámara de Comptos de Navarra.

## Geografía
Está situado a unos 19 km de Pamplona, junto a la carretera comarcal NA-234.

## Historia
Antiguo lugar del valle de Unciti, documentado desde el siglo XI (1037). 
Tres siglos después (1317) constaba entre los bienes confiscados a García Almoravid tras la guerra de la Navarrería aunque Pablo Ilarregui, en la edición que hizo del poema de Guilhem de Anelier lo identifica erróneamente con Atondo. Carlos II de Navarra donó sus rentas a Rodrigo de Úriz (1361) aunque pronto volvieron a la corona y se asignaron al hijo del monarca, Leonel de Navarra, en 1383. Permanecieron en manos del linaje de los Navarra hasta su enfrentamiento con el príncipe Carlos de Viana, que las volvió a confiscar y las entregó (1455) a su vicecanciller y caballerizo Carlos de Cortes. Por entonces figuraba ya como despoblado. 

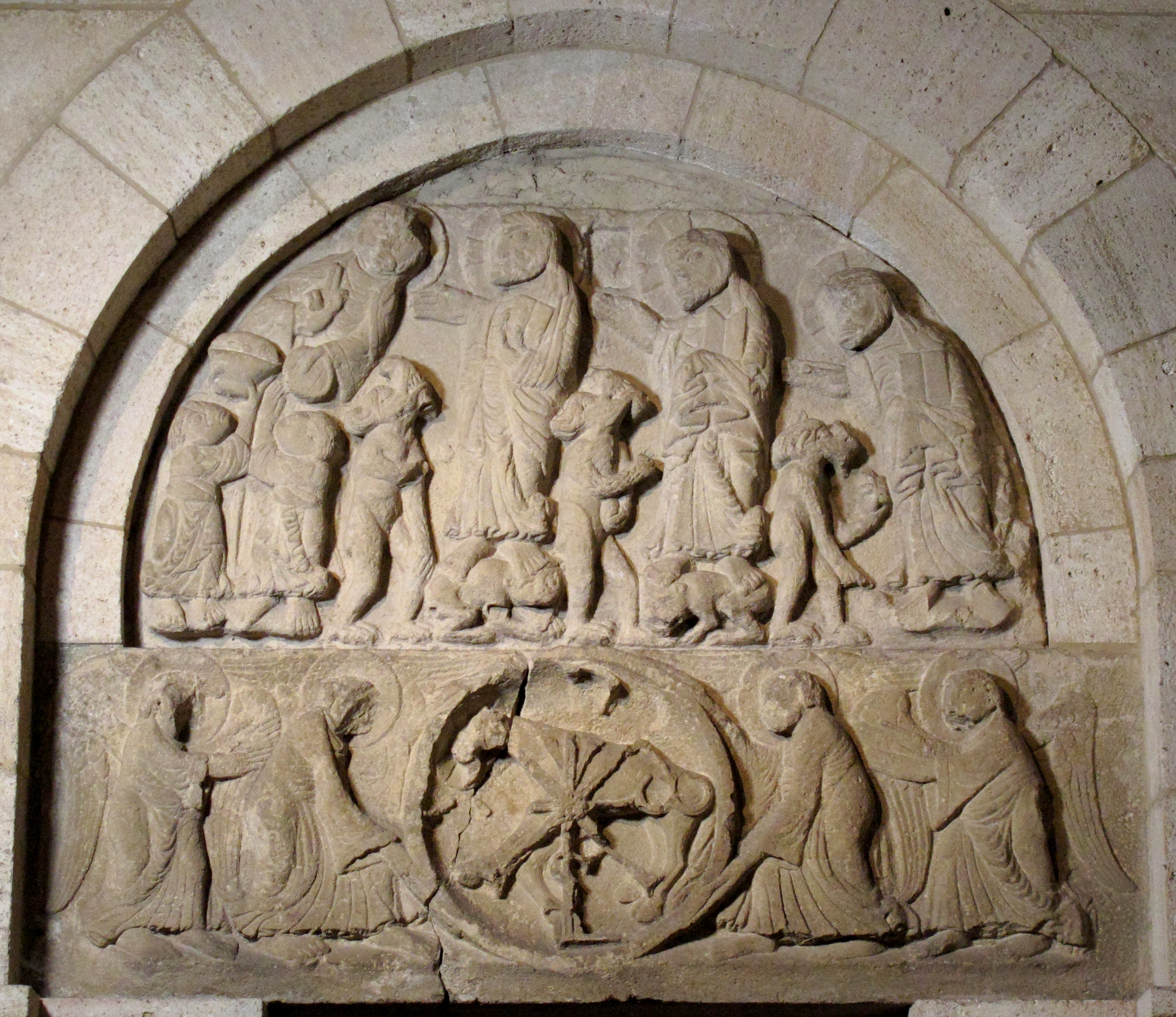
Tímpano de la iglesia de Santa María de Raondo, actualmente en la colección The Cloisters (Nueva York)

## Arte
Su iglesia de Santa María de estilo románico contaba con un tímpano actualmente conservado en la colección The Cloisters dependiente del Museo Metropolitano de Arte de Nueva York. Este tímpano representa las tentaciones de Cristo (debe leerse de derecha a izquierda). En la parte inferior, que se correspondería con el dintel, se muestra la escena de los ángeles alimentando a Jesús de Nazaret y sosteniendo un medallón con el Agnus Dei. 
Este elemento fue localizado en los años 20 del siglo XX en un molino de Raondo. En 1942, José Esteban Uranga publica unas fotos del dintel empotrado en un muro de ese molino y lo vincula con la «antigua capilla de Erraondo»; informaba entonces que se hallaba en paradero desconocido. Poco después, en 1944, el historiador del arte José Gudiol, gracias a la fotografía publicada por Uranga, le dedica un estudio más amplio y vincula la autoría de esta pieza románica con el Maestro de Cabestany. También notifica que había identificado la pieza con la localizada en un anticuario de Nueva York en 1941.
Sin embargo, más recientemente, otros historiadores del arte ponen en tela de juicio la vinculación con Raondo; así, Javier Martínez de Aguirre afirma obviar esta obra dentro del estudio general sobre el románico navarro porque, dice, «no considero navarro el tímpano de las tentaciones de Cristo que suele denominarse "de Errondo"» ya que «ninguna noticia fidedigna lo relaciona con Errondo ni con ninguna otra localidad navarra, y no está descrito en la única referencia del dintel de Errondo in situ.» O como Esperanza Aragonés cuestiona también su procedencia vinculada con Raondo y plantea su hipótesis sobre su origen en el cercano monasterio de Santa María, San Juan y San Esteban, en la localidad de Villaveta (Lónguida).
Otros elementos, como diversos capiteles, en su día fueron trasladados por el P. Francisco Escalada al museo del Castillo de Javier.

## nlaces externos
- «EL MAESTRO DEL TÍMPANO DE CABESTANY - A. GARCÍA OMEDES». www.arquivoltas.com. Consultado el 31 de mayo de 2024.
- Astrolabio Románico Navarra (19 de mayo de 2024), La verdad sobre el caso de Errondo. Dra. Esperanza Aragonés., consultado el 31 de mayo de 2024.
- «Tympanum with the Three Temptations of Christ». The Metropolitan Museum of Art (en inglés). Consultado el 31 de mayo de 2024.

- Datos: Q110605050
- Multimedia: Raondo / Q110605050